# Schloss Ujest

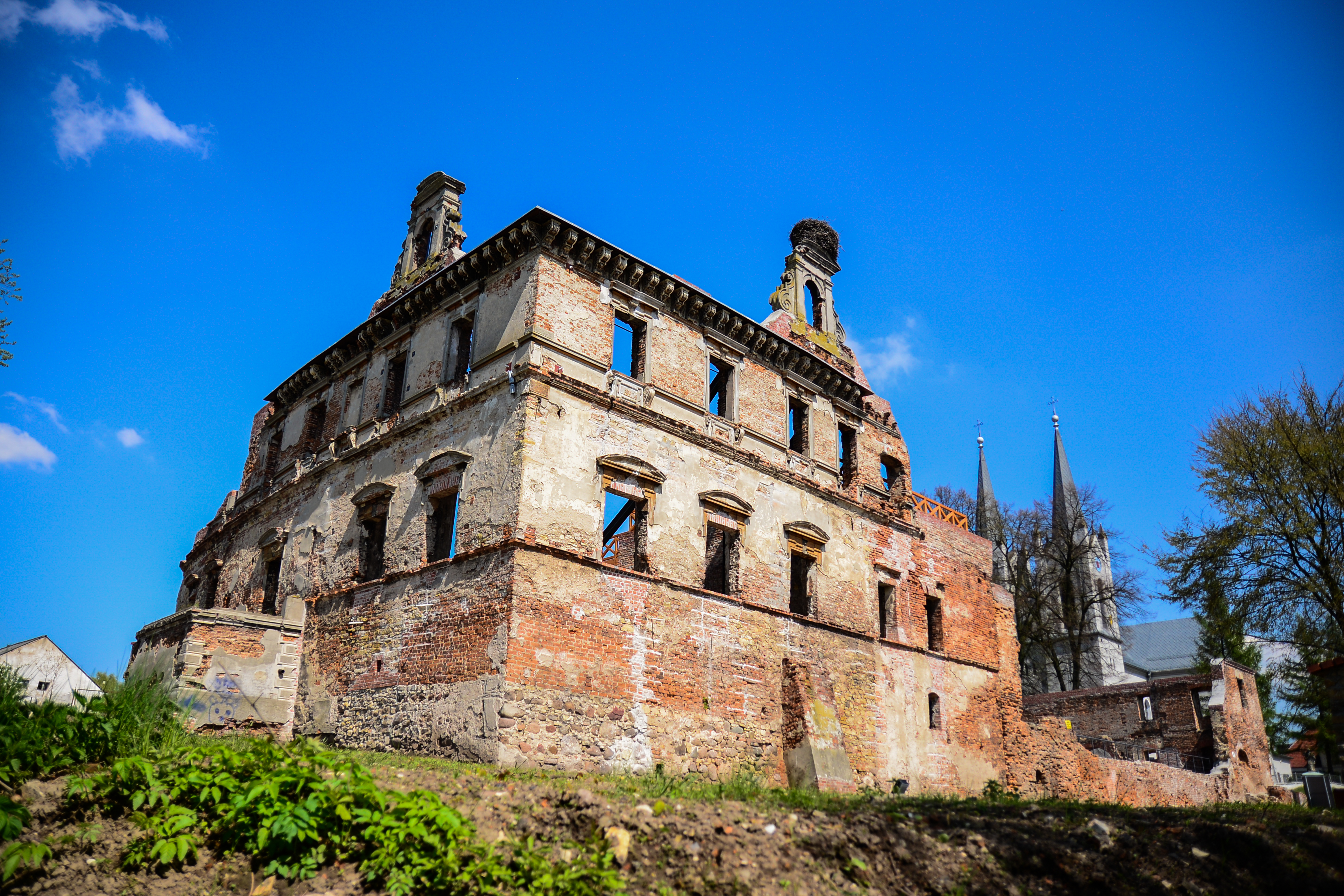
Ansicht der Ruine (2016)

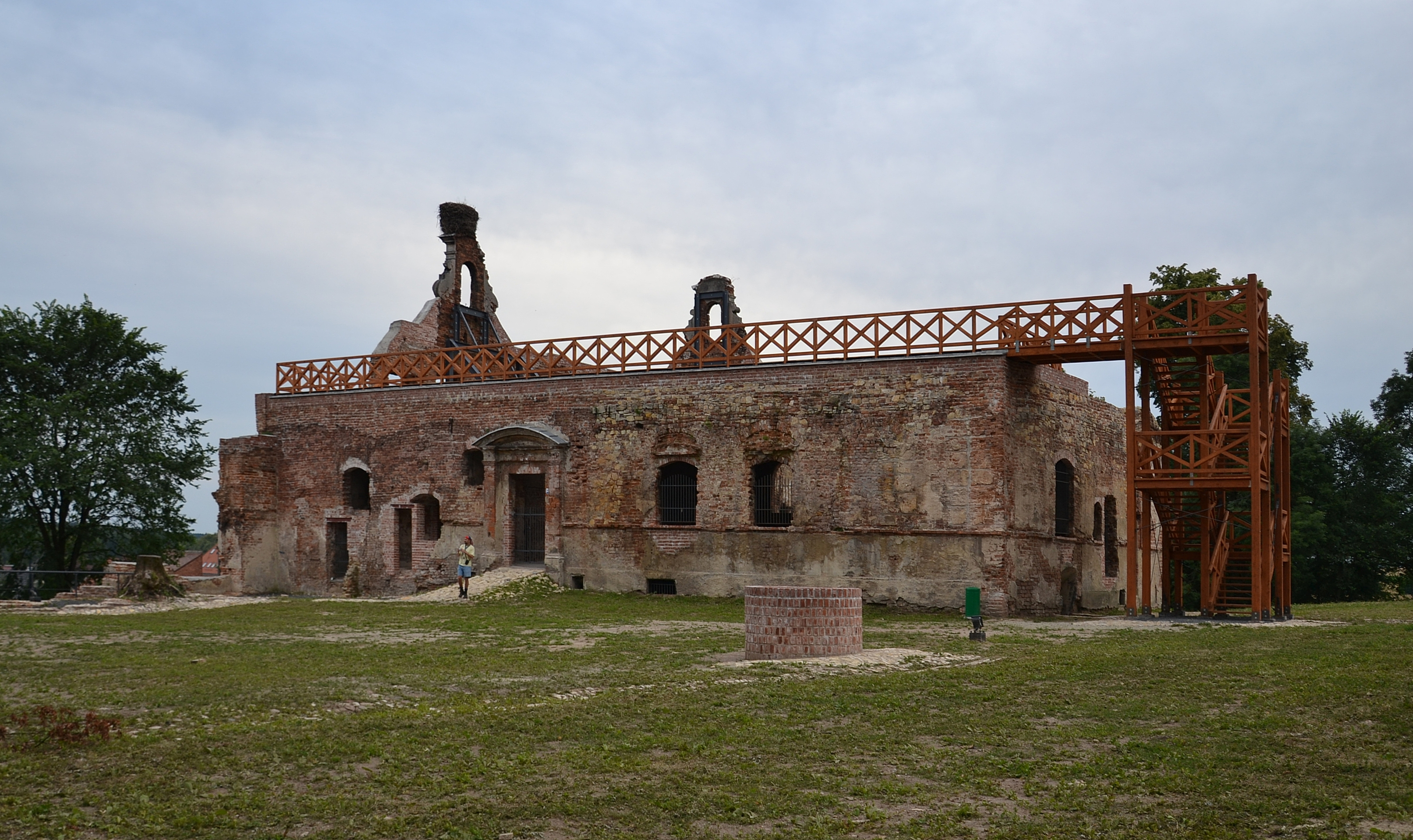
Ostseite mit Aussichtsplattform

Die Ruine des Schlosses Ujest liegt auf einem Hügel am nördlichen Rand der Altstadt von Ujest in Oberschlesien, heute Polen. Angrenzend befindet sich die Andreaskirche, die Pfarrkirche der Stadt. Das Schloss war im Besitz der Grafen von Hohenlohe-Oehringen, die den Titel Herzöge von Ujest trugen und denen auch das in der Nähe gelegene Schloss Slawentzitz gehörte.

## Geschichte und Beschreibung
Das Schloss war ursprünglich ein Bischofssitz des Bistums Breslau und entstand wahrscheinlich noch im 13. Jahrhundert. 1443 wurde der „Ujester Halt“ aus dem bischöflichen Besitz verkauft und war seitdem im Besitz verschiedener Adelshäuser. 1580 wurde auf den Fundamenten des alten Schlosses das heutige Schloss im Renaissancestil errichtet. 1660 folgten Umbauten, weitere im 18. und Ende des 19. Jahrhunderts. 1837 gelangte das Schloss in den Besitz der Fürsten von Hohenlohe-Öhringen. 1861 wurde Fürst Hugo zu Hohenlohe-Öhringen der Titel Herzog von Ujest verliehen.
Im Januar 1945 besetzte die Rote Armee die Stadt, dabei wurde nicht nur die Altstadt zerstört, sondern auch das Schloss in Brand gesteckt. Das Eigentum der Familie Hohenlohe-Öhringen wurde vom polnischen Staat konfisziert. Das Schloss verblieb daraufhin im ruinösen Zustand.
2015 und 2016 wurden die Fassaden der Schlossruine abgesichert, Teile des Inneren rekonstruiert und eine für Besucher begehbare Aussichtsplattform über der Ruine errichtet.